# Damiris Dantas do Amaral
Damiris Dantas do Amaral (San Paolo, 17 novembre 1992) è una cestista brasiliana.

## Carriera
È stata selezionata dalle Minnesota Lynx al primo giro del Draft WNBA 2012 con la 12ª chiamata assoluta.
Con il Brasile ha disputato due edizioni dei Giochi olimpici (Londra 2012, Rio de Janeiro 2016), due dei Campionati mondiali (2010, 2014) e quattro dei Campionati americani (2011, 2013, 2019, 2023).